# Julio Camejo
Julio Camejo (né Julio Antonio Sánchez González le 29 octobre 1977,  à La Havane, Cuba), est un acteur et danseur. 

## Biographie
Julio Camejo vit au Mexique depuis son plus jeune âge. Il a été élevé dès l'enfance par doña Lupita Buelna Sánchez. Julio Camejo a une fille, Sofia, d'une relation précédente.

## Carrière

### Danseur
Julio Camejo étudie à l'École nationale d'Art (Escuela Nacional de Arte) et à l'École supérieure d'Art (Escuela Superior de Arte). Il y apprend aussi bien la danse moderne que classique, les acrobaties que la musique, entre autres choses.
Au Mexique il intègre la comédie musicale Fame. Puis il fait la connaissance de Thalía et est invité à participer comme danseur principal. Olga Tañón et Celia Cruz aussi figurent dans la carrière artistique de Julio Camejo. Mais un accident au talon l'empêche de pouvoir continuer sa carrière et il est obligé de changer de discipline.

### Acteur
Julio Camejo étudie au Centre d'Éducation artistique (Centro de Educación Artística) (CEA) de Televisa. 
Julio Camejo participe à la telenovela Primer amor, a mil x hora du producteur Pedro Damián. Depuis, il participe à d'autres telenovelas telles que : Aventuras en el tiempo, ¡Vivan los niños!, De pocas, pocas pulgas et Clase 406. Une autre de ses compétences est le chant qu'il pratique avec facilité. En 2000, il intègre le groupe R-Boots, aux concerts de Los Tigres del Norte. En 2003, il commence le tournage de la telenovela Amar otra vez, une production de Lucero Suárez. Ce mélodrame est diffusé en janvier 2004 aux États-Unis et en mai de la même année au Mexique. Il a fait aussi des apparitions spéciales dans l'émission Mujer, casos de la vida real. 
Peu après, en mars 2004, il intègre aux côtés de 14 jeunes gens la maison de Big Brother VIP.
En octobre 2004, il participe à la telenovela Rebelde, une production de Pedro Damián. L'année suivante, dans Contra viento y marea il tient le rôle de l'antagoniste, Saúl Trejo "Veneno". C'est un mélodrame de Nicandro Díaz dans lequel il joue aux côtés de Marlene Favela et de Sebastián Rulli. Il fait des apparitions dans les telenovelas suivantes : Amar sin límites, Destilando amor dans le rôle de Francisco et Tormenta en el paraíso.
Il obtient le prix Yuri Manik pour la pièce Tragedia de un clown. 
Il tient le rôle de Matias dans le mélodrame Hasta el fin del mundo, produit par Televisa.

## Filmographie

### Telenovelas
- 2000 : Primer amor, a mil x hora : Pablo
- 2001 : Aventuras en el tiempo : Tony
- 2001 : Salomé : Abel
- 2002 : ¡Vivan los niños! : Daniel
- 2002 : Clase 406 : Douglas Cifuentes
- 2003 : De pocas, pocas pulgas : Noel
- 2003-2004 : Amar otra vez : Mateo Santillán Vidal
- 2004 : Rebelde : Mauro Mansilla
- 2005 : Contra viento y marea : Saúl Trejo "Veneno"
- 2002-2006 : Mujer, casos de la vida real
- 2006 : Amar sin límites : Paco Torres
- 2007 : Destilando amor : Francisco de la Vega Chávez
- 2007-2008 : Tormenta en el paraíso : José Miguel Díaz Luna
- 2009 : Mañana es para siempre : Herminio (un épisode)
- 2010 : Niña de mi corazón : Jasón Bravo López[1]
- 2012-2013 : Amores verdaderos : Leonardo Solís[2]
- 2014 : Hasta el fin del mundo : Matías Escudero